# Fallersleben-Sülfeld
Fallersleben-Sülfeld ist eine Ortschaft der Stadt Wolfsburg. Die Ortschaft gliedert sich in die Stadtteile Fallersleben und Sülfeld.
Die Ortschaft Fallersleben-Sülfeld wurde nach einer am 1. Juli 1972 vollzogenen Kreisreform zur kommunalen Neugliederung Niedersachsens, nach Umgliederung der vorher selbständigen Gemeinden Fallersleben und Sülfeld aus dem Landkreis Gifhorn in die Stadt Wolfsburg, gebildet.
Ortsbürgermeister ist seit November 2021 André-Georg Schlichting (CDU).